# Spen Whittaker
Spence „Spen“ Whittaker (* 3. Quartal 1871 in Accrington, Verwaltungsbezirk Hyndburn; † April 1910 bei Crewe) war ein englischer Fußballtrainer, der bis zu seinem Tod Trainer des FC Burnley war. Im Jahr 1903 trat Whittaker die Trainerstelle an. Als er im April 1910 mit dem Zug auf den Weg nach London war, um einen Spieler unter Vertrag zu nehmen, fiel er in der Nähe der Stadt Crewe aus einem Eisenbahnwagen. Erst beim Stopp in der Stadt wurde bekannt, dass ein Mann aus dem Wagon gefallen sei. Schließlich wurde bekannt, dass es sich hierbei um Whittaker handle. Burnley veranstaltete nach seinem Tod ein Benefizspiel gegen Manchester United im Turf Moor dessen Erlös an Whittakers Familie weitergegeben wurde.